# Svetovno prvenstvo v hokeju na ledu 2009 - Divizija I
Divizija I Svetovnega prvenstva v hokeju na ledu 2009 se je odvila od 11. aprila do 17. aprila 2009. Na turnirju je sodelovalo 12 reprezentanc, razdeljenih v dve skupini (skupino A in skupino B). 
Tekme so igrali v dvorani Siemens Arena v Vilni, Litva; ter v dvorani Arena Torun v Torunu, Poljska.

## Sodelujoče države

### Skupina A
Skupina A se je odvila v litovskem mestu Vilni:
| Reprezentanca | Rezultat iz leta 2008                                                                   |
| ------------- | --------------------------------------------------------------------------------------- |
| Slovenija     | Udeležbo so si zagotovili z izpadom v elitni diviziji 2008.                             |
| Kazahstan     | Udeležbo so si zagotovili z drugim mestom v skupini A v Diviziji II 2008.               |
| Japonska      | Udeležbo so si zagotovili s tretjim mestom v skupini B v Diviziji I 2008.               |
| Litva         | Gostiteljica; udeležbo so si zagotovili s četrtim mestom v skupini B v Diviziji I 2008. |
| Hrvaška       | Udeležbo so si zagotovili s petim mestom v skupini B v Diviziji I 2008.                 |
| Avstralija    | Udeležbo so si zagotovili s prvim mestom v skupini B Diviziji II 2008.                  |

### Skupina B
Skupina B se je odvila v poljskem mestu Torunu:
| Reprezentanca       | Rezultat iz leta 2008                                                                   |
| ------------------- | --------------------------------------------------------------------------------------- |
| Italija             | Udeležbo so si zagotovili z izpadom v elitni diviziji 2008.                             |
| Ukrajina            | Udeležbo so si zagotovili z drugim mestom v skupini B v Diviziji I 2008.                |
| Poljska             | Gostiteljica; udeležbo so si zagotovili s tretjim mestom v skupini A v Diviziji I 2008. |
| Združeno kraljestvo | Udeležbo so si zagotovili s četrtim mestom v skupini A v Diviziji I 2008.               |
| Nizozemska          | Udeležbo so si zagotovili s petim mestom v skupini A v Diviziji I 2008.                 |
| Romunija            | Udeležbo so si zagotovili s prvim mestom v skupini A v Diviziji II 2008.                |

## Skupina A

### Končna lestvica
|   | Reprezentanca | OT | Z | ZPP | PPP | P | GF | GA | GR  | TOČ |
| - | ------------- | -- | - | --- | --- | - | -- | -- | --- | --- |
| 1 | Kazahstan     | 5  | 5 | 0   | 0   | 0 | 29 | 6  | 23  | 15  |
| 2 | Slovenija     | 5  | 4 | 0   | 0   | 1 | 21 | 7  | 14  | 12  |
| 3 | Japonska      | 5  | 3 | 0   | 0   | 2 | 21 | 8  | 13  | 9   |
| 4 | Litva         | 5  | 2 | 0   | 0   | 3 | 20 | 23 | -3  | 6   |
| 5 | Hrvaška       | 5  | 1 | 0   | 0   | 4 | 11 | 25 | -14 | 3   |
| 6 | Avstralija    | 5  | 0 | 0   | 0   | 5 | 7  | 40 | -33 | 0   |

Kazahstan napreduje v elitno divizijo za 2010.
Avstralija je izpadla v Divizijo II za 2010.

### Tekme
| 11. april 2009 | Hrvaška | 1 - 7 | Japonska | Siemens Arena, Vilna |

| Poročilo tekme | Poročilo tekme       | Poročilo tekme         | Poročilo tekme | Poročilo tekme                        |
| -------------- | -------------------- | ---------------------- | --- | ------------------------------------- |
| Začetek: 13:00 | Švigir (Belić) 04:49 | ( 1 - 1, 0 - 4, 0 - 2) | Sato (Kavašima) PP1 12:44 Imura (Mijauči) 21:54 Saito (Kavai, Saito) 33:48 Suzuki (Sato, Keller) 35:20 Obara (Nišivaki) 39:57 Saito (Kuči, Saito) 45:32 Sato PS 51:40 | Gledalci: 300 Sodnik: Antonin Jerabek |

| 11. april 2009 | Avstralija | 0 - 6 | Slovenija | Siemens Arena, Vilna |

| Poročilo tekme | Poročilo tekme | Poročilo tekme         | Poročilo tekme | Poročilo tekme                    |
| -------------- | -------------- | ---------------------- | --- | --------------------------------- |
| Začetek: 16:30 |                | ( 0 - 3, 0 - 3, 0 - 0) | Hebar (Razingar) 00:35 Šivic (Mušič, Kovačevič) 11:59 Kovačevič (Robar, Rodman) 16:02 Hočevar (Tičar, Murič) 25:20 Razingar (Šivic, Goličič) 26:06 Šivic (Kovačevič, Razingar) PP1 28:54 | Gledalci: 1000 Sodnik: Juraj Konc |

| 11. april 2009 | Litva | 1 - 5 | Kazahstan | Siemens Arena, Vilna |

| Poročilo tekme | Poročilo tekme                               | Poročilo tekme         | Poročilo tekme | Poročilo tekme                   |
| -------------- | -------------------------------------------- | ---------------------- | --- | -------------------------------- |
| Začetek: 20:00 | Kumeliauskas (Kumeliauskas, Aliukonis) 46:25 | ( 0 - 1, 0 - 2, 1 - 2) | Jakovenko (Krasnoslobocev, Solarev) 02:37 Rimarev (Starčenko, Koreškov) PP1 03:57 Solarev (Krasnoslobocev) 25:29 Savčenko (Gavrilin, Krasnoslobocev) PP2 53:14 Koreškov (Aleksandrov, Jakovenko) PP2 54:29 | Gledalci: 7300 Sodnik: Pat Smith |

| 13. april 2009 | Japonska | 7 - 1 | Avstralija | Siemens Arena, Vilna |

| Poročilo tekme | Poročilo tekme | Poročilo tekme         | Poročilo tekme                 | Poročilo tekme                       |
| -------------- | --- | ---------------------- | ------------------------------ | ------------------------------------ |
| Začetek: 13:00 | Kuči (Kavai, Saito) 05:32 Saito (Saito) PP1 18:51 Sato (Suzuki) 19:44 Obara (Imura, Kavašima) 24:48 Nišivaki (Kamino, Obara) 29:19 Saito (Saito) SH1 35:35 Kavašima (Nišivaki, Imura) PP1 57:15 | ( 3 - 0, 3 - 1, 1 - 0) | Seymour (Villani, Upton) 37:28 | Gledalci: 250 Sodnik: Richard Schütz |

| 13. april 2009 | Kazahstan | 6 - 1 | Hrvaška | Siemens Arena, Vilna |

| Poročilo tekme | Poročilo tekme | Poročilo tekme         | Poročilo tekme                 | Poročilo tekme                    |
| -------------- | --- | ---------------------- | ------------------------------ | --------------------------------- |
| Začetek: 16:30 | Samohvalov (Beljajev, Fadejev) 07:06 Rimarev (Antipin) PP1 07:44 Gavrilin (Jakovenko) 11:46 Mazunin (Beljajev, Samohvalov) 25:06 Starčenko (Lakiza) SH1 32:41 Starčenko (Rimarev) 36:08 | ( 3 - 0, 3 - 1, 0 - 0) | Mladjenović (Žibret) PP1 34:57 | Gledalci: 1200 Sodnik: Juraj Konc |

| 13. april 2009 | Slovenija | 8 - 2 | Litva | Siemens Arena, Vilna |

| Poročilo tekme | Poročilo tekme | Poročilo tekme         | Poročilo tekme                                                      | Poročilo tekme                         |
| -------------- | --- | ---------------------- | ------------------------------------------------------------------- | -------------------------------------- |
| Začetek: 20:00 | Milovanovič (Rodman) PP1 24:47 Hočevar (Tičar) 27:48 Šivic (Robar, Razingar) PP1 32:46 Robar (Kovačevič) PP1 38:42 Rodman (Rodman) PP1 43:24 Šivic (Mušič, Razingar) 46:49 Razingar (Šivic) 51:39 Hebar (Rodman, Rodman) PP1 58:40 | ( 0 - 0, 4 - 0, 4 - 2) | Katulis (Lelenas, Kumeliauskas) 40:33 Bosas (Vysniauskas) SH1 56:37 | Gledalci: 5400 Sodnik: Antonin Jerabek |

| 14. april 2009 | Kazahstan | 3 - 1 | Japonska | Siemens Arena, Vilna |

| Poročilo tekme | Poročilo tekme                                                                                      | Poročilo tekme         | Poročilo tekme  | Poročilo tekme                        |
| -------------- | --------------------------------------------------------------------------------------------------- | ---------------------- | --------------- | ------------------------------------- |
| Začetek: 13:00 | Voroncov (Šin, Fadejev) 18:36 Gavrilin (Savčenko, Jakovenko) PP1 30:46 Rimarev (Gavrilin) PP1 57:03 | ( 1 - 0, 1 - 1, 1 - 0) | Saito PP2 27:32 | Gledalci: 300 Sodnik: Antonin Jerabek |

| 14. april 2009 | Slovenija | 4 - 2 | Hrvaška | Siemens Arena, Vilna |

| Poročilo tekme | Poročilo tekme | Poročilo tekme         | Poročilo tekme                                            | Poročilo tekme                       |
| -------------- | --- | ---------------------- | --------------------------------------------------------- | ------------------------------------ |
| Začetek: 16:30 | Razingar (Šivic, Murič) PP1 17:28 Milovanovič (Pavlin, Rodman) PP1 34:08 Razingar (Mušič) 41:30 Robar (Hebar, Rodman) PP1 44:15 | ( 1 - 0, 1 - 2, 2 - 0) | Trstenjak (Rendulić, Kanaet) 22:31 Jakovac (Grozaj) 23:00 | Gledalci: 600 Sodnik: Richard Schütz |

| 14. april 2009 | Avstralija | 3 - 9 | Litva | Siemens Arena, Vilna |

| Poročilo tekme | Poročilo tekme                                                                          | Poročilo tekme         | Poročilo tekme | Poročilo tekme                   |
| -------------- | --------------------------------------------------------------------------------------- | ---------------------- | --- | -------------------------------- |
| Začetek: 20:00 | Stransky (Rubes) 32:24 Franchini (Stransky) PP1 51:49 Upton (Stephenson, Seymour) 56:48 | ( 0 - 5, 1 - 2, 2 - 2) | Kuliesius (Vaiciukevicius, Nauseda) 04:12 Ivanuskin (Slikas, Bosas) 07:49 Kuliesius (Kulevicius, Nauseda) 13:17 Katulis (Bernatavicius) 14:10 Lelenas (Kumeliauskas) 15:06 Ivanuskin (Slikas, Bosas) 31:15 Kumeliauskas (Nekrasevicius, Lelenas) PP1 39:11 Verenis 45:01 Katulis (Verenis, Bernatavicius) 49:07 | Gledalci: 6400 Sodnik: Pat Smith |

| 16. april 2009 | Japonska | 1 - 2 | Slovenija | Siemens Arena, Vilna |

| Poročilo tekme | Poročilo tekme            | Poročilo tekme         | Poročilo tekme                                    | Poročilo tekme                  |
| -------------- | ------------------------- | ---------------------- | ------------------------------------------------- | ------------------------------- |
| Začetek: 13:00 | Keller (Tanaka) PP2 23:05 | ( 0 - 1, 1 - 1, 0 - 0) | Hebar (Rodman, Milovanovič) 05:59 Mušič SH1 24:04 | Gledalci: 300 Sodnik: Pat Smith |

| 16. april 2009 | Kazahstan | 13 - 2 | Avstralija | Siemens Arena, Vilna |

| Poročilo tekme | Poročilo tekme | Poročilo tekme         | Poročilo tekme                                             | Poročilo tekme                       |
| -------------- | --- | ---------------------- | ---------------------------------------------------------- | ------------------------------------ |
| Začetek: 16:30 | Savčenko (Solarev) PP1 03:51 Rimarev (Starčenko) SH1 04:35 Krasnoslobocev (Solarev, Savčenko) 07:29 Starčenko (Koreškov, Lakiza) 12:47 Beljajev (Fadejev, Mazunin) PP1 19:34 Voroncov (Spiridonov) 36:46 Rimarev (Antipin, Beljajev) 39:50 Gavrilin (Krasnoslobocev, Solarev) 40:27 Beljajev (Aleksandrov, Mazunin) 50:11 Krasnoslobocev (Gavrilin) 52:26 Starčenko (Rimarev, Koreškov) 53:51 Krasnoslobocev (Gavrilin) 55:38 Beljajev (Aleksandrov, Mazunin) 56:46 | ( 5 - 0, 2 - 0, 6 - 2) | Villani (Seymour, Starke) 46:59 Upton (Stransky) PP1 55:00 | Gledalci: 400 Sodnik: Richard Schütz |

| 16. april 2009 | Litva | 7 - 2 | Hrvaška | Siemens Arena, Vilna |

| Poročilo tekme | Poročilo tekme | Poročilo tekme         | Poročilo tekme                                                        | Poročilo tekme                    |
| -------------- | --- | ---------------------- | --------------------------------------------------------------------- | --------------------------------- |
| Začetek: 20:00 | Kuliesius (Vaiciukevicius, Nauseda) PP1 03:45 Vaiciukevicius (Kuliesius, Nauseda) 13:57 Nauseda (Kulevicius) 30:47 Lelenas (Kumeliauskas, Kumeliauskas) PP1 42:50 Lelenas (Kumeliauskas) 53:59 Slikas (Bosas) 59:24 Lelenas (Kieras, Kumeliauskas) 59:59 | ( 2 - 1, 1 - 0, 4 - 1) | Kanaet (Rendulić, Brumerčik) 07:53 Rendulić (Belić, Kanaet) PP1 57:37 | Gledalci: 7400 Sodnik: Juraj Konc |

| 17. april 2009 | Hrvaška | 5 - 1 | Avstralija | Siemens Arena, Vilna |

| Poročilo tekme | Poročilo tekme | Poročilo tekme         | Poročilo tekme                        | Poročilo tekme                   |
| -------------- | --- | ---------------------- | ------------------------------------- | -------------------------------- |
| Začetek: 13:00 | Žibret (Mladjenović) 12:04 Žibret (Mladjenović) 20:16 Žibret (Švigir) 34:13 Kučera (Novak) 52:44 Mladjenović (Žibret, Švigir) 54:02 | ( 1 - 0, 2 - 1, 2 - 0) | Starke (Franchini, Seymour) PP1 39:35 | Gledalci: 350 Sodnik: Juraj Konc |

| 17. april 2009 | Slovenija | 1 - 2 | Kazahstan | Siemens Arena, Vilna |

| Poročilo tekme | Poročilo tekme                 | Poročilo tekme         | Poročilo tekme                                                | Poročilo tekme                         |
| -------------- | ------------------------------ | ---------------------- | ------------------------------------------------------------- | -------------------------------------- |
| Začetek: 16:30 | Šivic (Robar, Murič) PP1 56:11 | ( 0 - 1, 0 - 1, 1 - 0) | Solarev (Krasnoslobocev) 08:24 Solarev (Krasnoslobocev) 29:56 | Gledalci: 4800 Sodnik: Antonin Jerabek |

| 17. april 2009 | Japonska | 5 - 1 | Litva | Siemens Arena, Vilna |

| Poročilo tekme | Poročilo tekme | Poročilo tekme         | Poročilo tekme                    | Poročilo tekme                   |
| -------------- | --- | ---------------------- | --------------------------------- | -------------------------------- |
| Začetek: 20:00 | Kamino (Minami, Obara) 06:40 Kuči (Keller, Saito) 26:47 Kavašima (Saito, Imura) PP2 33:38 Obara (Keller) 36:22 Saito (Saito, Tonosaki) 48:03 | ( 1 - 0, 3 - 1, 1 - 0) | Verenis (Kulevicius, Bauba) 38:09 | Gledalci: 8700 Sodnik: Pat Smith |

### Najboljši igralci
Najboljši igralci, izbrani s strani direktorata: 
- Najboljši vratar:  Andrej Hočevar
- Najboljši branilec:  Aaron Keller
- Najboljši napadalec:  Vadim Krasnoslobocev

### Vodilni strelci
| Igralec              | Država    | OT | G | P | TOČ | KM |
| -------------------- | --------- | -- | - | - | --- | -- |
| Takeši Saito         | Japonska  | 5  | 5 | 4 | 9   | 27 |
| Vadim Krasnoslobocev | Kazahstan | 5  | 3 | 6 | 9   | 0  |
| Mitja Šivic          | Slovenija | 5  | 5 | 3 | 8   | 2  |
| Tomaž Razingar       | Slovenija | 5  | 4 | 4 | 8   | 0  |
| Jevgenij Rimarev     | Kazahstan | 5  | 5 | 2 | 7   | 6  |
| Andrei Gavrilin      | Kazahstan | 5  | 3 | 4 | 7   | 2  |
| Ilja Solarev         | Kazahstan | 5  | 3 | 4 | 7   | 4  |

## Skupina B

### Končna lestvica
|   | Reprezentanca       | OT | Z | ZPP | PPP | P | GF | GA | GR  | TOČ |
| - | ------------------- | -- | - | --- | --- | - | -- | -- | --- | --- |
| 1 | Italija             | 5  | 5 | 0   | 0   | 0 | 26 | 4  | 22  | 15  |
| 2 | Ukrajina            | 5  | 3 | 1   | 0   | 1 | 18 | 6  | 12  | 11  |
| 3 | Združeno kraljestvo | 5  | 2 | 1   | 0   | 2 | 17 | 12 | 5   | 8   |
| 4 | Poljska             | 5  | 2 | 0   | 2   | 1 | 14 | 9  | 5   | 8   |
| 5 | Nizozemska          | 5  | 1 | 0   | 0   | 4 | 9  | 16 | -7  | 3   |
| 6 | Romunija            | 5  | 0 | 0   | 0   | 5 | 1  | 38 | -37 | 0   |

Italija napreduje v elitno divizijo za 2010.
Romunija je izpadla v Divizijo II za 2010.

### Tekme
| 11. april 2009 | Združeno kraljestvo | 2 - 4 | Ukrajina | Torun Arena, Torun |

| Poročilo tekme | Poročilo tekme                                           | Poročilo tekme         | Poročilo tekme | Poročilo tekme                      |
| -------------- | -------------------------------------------------------- | ---------------------- | --- | ----------------------------------- |
| Začetek: 13:00 | Clarke (Chambers) 28:43 Meyers (Shields, Dowd) PP1 48:41 | ( 0 - 0, 1 - 1, 1 - 3) | Šafarenko (Djačenko, Cirul) 38:46 Litvinenko (Šakrajčuk, Sriubko) SH1 47:51 Varlamov (Matvičuk, Mikinov) 56:33 Litvinenko (Salnikov, Šakrajčuk) 57:49 | Gledalci: 510 Sodnik: Eduards Odins |

| 11. april 2009 | Romunija | 0 - 11 | Italija | Torun Arena, Torun |

| Poročilo tekme | Poročilo tekme | Poročilo tekme         | Poročilo tekme | Poročilo tekme                         |
| -------------- | -------------- | ---------------------- | --- | -------------------------------------- |
| Začetek: 16:30 |                | ( 0 - 5, 0 - 4, 0 - 2) | Parco (Iannone, Johnson) PP1 02:05 Ansoldi (Fontanive) PP1 09:12 de Bettin (Souza) 09:48 Margoni (Iori) 11:23 Ramoser (Ansoldi) 11:56 Zisser (Johnson, Iannone) 27:44 Iannone (Ansoldi, Ramoser) PP1 30:51 Ramoser (Fontanive, Ansoldi) 37:20 Zisser (Marchetti) PP1 38:15 Parco (Iannone, Zisser) 47:44 Souza (Felicetti, de Bettin) 49:59 | Gledalci: 400 Sodnik: Morgan Johansson |

| 11. april 2009 | Nizozemska | 1 - 3 | Poljska | Torun Arena, Torun |

| Poročilo tekme | Poročilo tekme                              | Poročilo tekme         | Poročilo tekme | Poročilo tekme                         |
| -------------- | ------------------------------------------- | ---------------------- | --- | -------------------------------------- |
| Začetek: 20:00 | Ramoul (Willemse, van den Heuvel) PP1 30:46 | ( 0 - 1, 1 - 1, 0 - 1) | Urbanowicz (Piekarski, Kowalowka) PP1 03:07 Malasinski (Laszkiewicz, Kowalowka) 37:56 Lopuski (Proszkiewicz) 42:28 | Gledalci: 2995 Sodnik: Martin Reichert |

| 13. april 2009 | Italija | 5 - 2 | Združeno kraljestvo | Torun Arena, Torun |

| Poročilo tekme | Poročilo tekme | Poročilo tekme         | Poročilo tekme                                 | Poročilo tekme                    |
| -------------- | --- | ---------------------- | ---------------------------------------------- | --------------------------------- |
| Začetek: 13:00 | Johnson (Souza) 09:37 Marchetti 10:52 Iori (Zisser, de Toni) 19:33 Margoni (Pichler, Johnson) SH1 29:58 Iannone (Zisser) 34:12 | ( 3 - 0, 2 - 1, 0 - 1) | Shields (Cowley) 38:55 Dowd (Clarke) PP2 46:00 | Gledalci: 710 Sodnik: Scott Bokal |

| 13. april 2009 | Ukrajina | 5 - 1 | Nizozemska | Torun Arena, Torun |

| Poročilo tekme | Poročilo tekme | Poročilo tekme         | Poročilo tekme                              | Poročilo tekme                         |
| -------------- | --- | ---------------------- | ------------------------------------------- | -------------------------------------- |
| Začetek: 16:30 | Timčenko (Karčenko, Gunko) 05:52 Klimentijev (Navarenko, Varlamov) PP1 31:16 Šafarenko (Djačenko, Pobiedonoscev) 34:06 Sriubko (Litvinenko) SH1 36:55 Šafarenko (Cirul, Pobiedonoscev) PP1 45:45 | ( 1 - 0, 3 - 0, 1 - 1) | Schaafsma (van Schagen, Korthuis) PP1 48:14 | Gledalci: 510 Sodnik: Morgan Johansson |

| 13. april 2009 | Poljska | 7 - 0 | Romunija | Torun Arena, Torun |

| Poročilo tekme | Poročilo tekme | Poročilo tekme         | Poročilo tekme | Poročilo tekme                       |
| -------------- | --- | ---------------------- | -------------- | ------------------------------------ |
| Začetek: 20:00 | Lopuski (Proszkiewicz, Zapala) 02:06 Kolusz (Laszkiewicz, Borzecki) PP1 17:18 Kolusz (Laszkiewicz, Borzecki) PP1 31:06 Kolusz (Laszkiewicz, Borzecki) PP1 33:59 Lopuski (Proszkiewicz) 35:49 Kowalowka (Noworyta) 37:11 Malasinski (Kowalowka) SH1 55:14 | ( 2 - 0, 4 - 0, 1 - 0) |                | Gledalci: 2610 Sodnik: Eduards Odins |

| 14. april 2009 | Italija | 4 - 0 | Nizozemska | Torun Arena, Torun |

| Poročilo tekme | Poročilo tekme | Poročilo tekme         | Poročilo tekme | Poročilo tekme                      |
| -------------- | --- | ---------------------- | -------------- | ----------------------------------- |
| Začetek: 13:00 | Johnson (de Toni) 01:53 Johnson (Iori, de Toni) 08:39 Fontanive (Ramoser, Borgatello) 11:33 de Toni (Margoni, Johnson) 44:27 | ( 3 - 0, 0 - 0, 1 - 0) |                | Gledalci: 400 Sodnik: Eduards Odins |

| 14. april 2009 | Romunija | 0 - 8 | Združeno kraljestvo | Torun Arena, Torun |

| Poročilo tekme | Poročilo tekme | Poročilo tekme         | Poročilo tekme | Poročilo tekme                        |
| -------------- | -------------- | ---------------------- | --- | ------------------------------------- |
| Začetek: 16:30 |                | ( 0 - 0, 0 - 3, 0 - 5) | Chambers (Weaver) PP1 23:30 Weaver (Phillips, Chambers) 30:42 Shields (Myers, Cowley) 39:16 Myers (Shields, Cowley) 44:11 Phillips (Cowley, Myers) SH1 50:12 O'Connor (Chambers, Longstaff) 52:24 Clarke (Chambers, Weaver) PP1 58:47 Clarke (Owen, Tait) 59:23 | Gledalci: 530 Sodnik: Martin Reichert |

| 14. april 2009 | Ukrajina | 2 - 1 (PS) | Poljska | Torun Arena, Torun |

| Poročilo tekme | Poročilo tekme                                            | Poročilo tekme                       | Poročilo tekme     | Poročilo tekme                     |
| -------------- | --------------------------------------------------------- | ------------------------------------ | ------------------ | ---------------------------------- |
| Začetek: 20:00 | Sriubko (Salnikov, Šakrajčuk) PP1 13:29 Varlamov PS 65:00 | ( 1 - 1, 0 - 0, 0 - 0, 0 - 0, 1 - 0) | Borzecki PP1 06:27 | Gledalci: 3220 Sodnik: Scott Bokal |

| 16. april 2009 | Združeno kraljestvo | 3 - 2 | Nizozemska | Torun Arena, Torun |

| Poročilo tekme | Poročilo tekme                                                                            | Poročilo tekme         | Poročilo tekme                                                               | Poročilo tekme                    |
| -------------- | ----------------------------------------------------------------------------------------- | ---------------------- | ---------------------------------------------------------------------------- | --------------------------------- |
| Začetek: 13:00 | Hill (Thomas, Hewitt) 08:34 Longstaff (Dowd, Chambers) 15:41 Tait (Shields, Clarke) 17:26 | ( 3 - 0, 0 - 1, 0 - 1) | Schaafsma (Verbruggen, Demelinne) 22:54 Schaafsma (Willemse, Korthuis) 57:28 | Gledalci: 695 Sodnik: Scott Bokal |

| 16. april 2009 | Ukrajina | 7 - 0 | Romunija | Torun Arena, Torun |

| Poročilo tekme | Poročilo tekme | Poročilo tekme         | Poročilo tekme | Poročilo tekme                        |
| -------------- | --- | ---------------------- | -------------- | ------------------------------------- |
| Začetek: 16:30 | Timčenko (Jakušin) 02:40 Gnidenko (Šafarenko) 05:41 Cirul (Gnidenko, Blagoi) 31:33 Miknov (Klimentijev, Navarenko) 36:53 Klimentijev (Navarenko, Varlamov) SH1 39:50 Šafarenko (Gnidenko, Gunko) 46:29 Karčenko (Djačenko) 55:56 | ( 2 - 0, 3 - 0, 2 - 0) |                | Gledalci: 450 Sodnik: Martin Reichert |

| 16. april 2009 | Poljska | 2 - 4 | Italija | Torun Arena, Torun |

| Poročilo tekme | Poročilo tekme                                                     | Poročilo tekme         | Poročilo tekme | Poročilo tekme                          |
| -------------- | ------------------------------------------------------------------ | ---------------------- | --- | --------------------------------------- |
| Začetek: 20:00 | Lopuski (Laszkiewicz, Borzecki) PP1 08:23 Kolusz (Piekarski) 57:53 | ( 1 - 0, 0 - 2, 1 - 2) | Borgatello (Strazzabosco, Ansoldi) PP1 23:04 Ramoser (Johnson, Gallace) 37:31 Ramoser (Fontanive, Ansoldi) PP1 55:10 Fontanive (Ramoser, Borgatello) 57:19 | Gledalci: 3250 Sodnik: Morgan Johansson |

| 17. april 2009 | Nizozemska | 5 - 1 | Romunija | Torun Arena, Torun |

| Poročilo tekme | Poročilo tekme | Poročilo tekme         | Poročilo tekme                 | Poročilo tekme                      |
| -------------- | --- | ---------------------- | ------------------------------ | ----------------------------------- |
| Začetek: 13:00 | Demelinne (Willemse) PP1 18:10 Willemse (Schaafsma, Korthuis) PP2 32:41 Schaafsma (Tummers) PP1 33:32 Schaafsma (Korthuis) 46:51 Korthuis (Willemse, Schaafsma) SH1 49:51 | ( 1 - 0, 2 - 0, 2 - 1) | Becze (Georgescu, Tanko) 48:50 | Gledalci: 405 Sodnik: Eduards Odins |

| 17. april 2009 | Italija | 2 - 0 | Ukrajina | Torun Arena, Torun |

| Poročilo tekme | Poročilo tekme                                                | Poročilo tekme         | Poročilo tekme | Poročilo tekme                         |
| -------------- | ------------------------------------------------------------- | ---------------------- | -------------- | -------------------------------------- |
| Začetek: 16:30 | Ramoser (Strazzabosco) PP1 34:01 Fontanive (Helfer) ENG 58:36 | ( 0 - 0, 1 - 0, 1 - 0) |                | Gledalci: 1120 Sodnik: Martin Reichert |

| 17. april 2009 | Poljska | 1 - 2 (OT) | Združeno kraljestvo | Torun Arena, Torun |

| Poročilo tekme | Poročilo tekme                        | Poročilo tekme                | Poročilo tekme                                        | Poročilo tekme                          |
| -------------- | ------------------------------------- | ----------------------------- | ----------------------------------------------------- | --------------------------------------- |
| Začetek: 20:00 | Lopuski (Piekarski, Zapala) PP1 44:08 | ( 0 - 0, 0 - 1, 1 - 0, 0 - 1) | Longstaff (Chambers, Owen) 30:58 Tait (Shields) 61:54 | Gledalci: 2705 Sodnik: Morgan Johansson |

### Najboljši igralci
Najboljši igralci, izbrani s strani direktorata: 
- Najboljši vratar:  Thomas Tragust
- Najboljši branilec:  Trevor Johnson
- Najboljši napadalec:  Andri Miknov

### Vodilni strelci
| Igralec          | Država              | OT | G | P | TOČ | KM |
| ---------------- | ------------------- | -- | - | - | --- | -- |
| Roland Ramoser   | Italija             | 5  | 5 | 3 | 8   | 6  |
| Trevor Johnson   | Italija             | 5  | 3 | 5 | 8   | 2  |
| Jamie Schaafsma  | Nizozemska          | 5  | 5 | 2 | 7   | 0  |
| Greg Chambers    | Združeno kraljestvo | 5  | 1 | 6 | 7   | 4  |
| Nicola Fontanive | Italija             | 5  | 3 | 3 | 6   | 12 |
| Colin Shields    | Združeno kraljestvo | 5  | 2 | 4 | 6   | 14 |
| Luca Ansoldi     | Italija             | 5  | 1 | 5 | 6   | 6  |